# Luca Antoniotti
Luca Antoniotti (1964) is een Italiaans organist.

## Levensloop
Antoniotti behaalde zijn einddiploma orgel in Turijn. Hij vervolgde zijn studies aan het Conservatorium van Genève bij Lionel Rogg en behaalde in 1990 een Eerste prijs orgelvirtuositeit.
In 1990 tot 1994 nam hij deel aan orgelwedstrijden en behaalde heel wat onderscheidingen. In het internationaal orgelconcours van Brugge, in het kader van het Festival Musica Antiqua behaalde hij de Derde prijs in het concours van 1991 en de Tweede prijs in het concours van 1994. In 1997 behaalde hij nog een Eerste Prijs orgel in het 'Tournoi international de musique'
Als solist heeft hij geconcerteerd in de meeste Europese landen, onder meer op talrijke festivals.